# Ugo Tognazzi
Ugo Tognazzi (født 23. marts 1922 i Cremona, Lombardiet, død 27. oktober 1990 i Rom) var en italiensk filmskuespiller. 
Han var oprindelig revyartist, filmdebuterede i 1950, og var fra 1960'erne en central karakterskuespiller i italiensk film, særligt i Marco Ferreris sorte komedier. Blandt hans mange film kan nævnes Ferreris La grande bouffe (Det store ædegilde, 1973), Édouard Molinaros La Cage aux Folles (Mød min hr. mor, 1978) og Bernardo Bertoluccis La tragedia di un uomo ridicolo (En latterlig mands tragedie, 1981). Han var også virksom som instruktør.